# いのちの戦場 -アルジェリア1959-
『いのちの戦場 -アルジェリア1959-』（いのちのせんじょう アルジェリア1959、原題: L'Ennemi intime）は、2007年に制作されたフランス映画。アルジェリア戦争に臨む若き将校の物語である。

## キャスト
- ブノワ・マジメル：テリアン中尉
- アルベール・デュポンテル：ドニャック軍曹
- オーレリアン・ルコワン：ヴェスル少佐
- マルク・バルベ：ベルトー大尉（情報将校）
- エリック・サヴァン：拷問官
- モハメッド・フラッグ：捕虜
- ヴァンサン・ロティエ：ルフラン

### 日本語吹き替え
- テリアン中尉: 平川大輔
- ラシード: 黒澤剛史
- ラクロア: 須藤翔
- ルフラン: 佐藤拓也
- ドニャック軍曹: 松本大